# Рейди, Афонсу Эдуарду
Афонсу Эдуарду Рейди (26 октября 1909 Париж — 10 августа 1964, Рио-де-Жанейро) — бразильский архитектор.

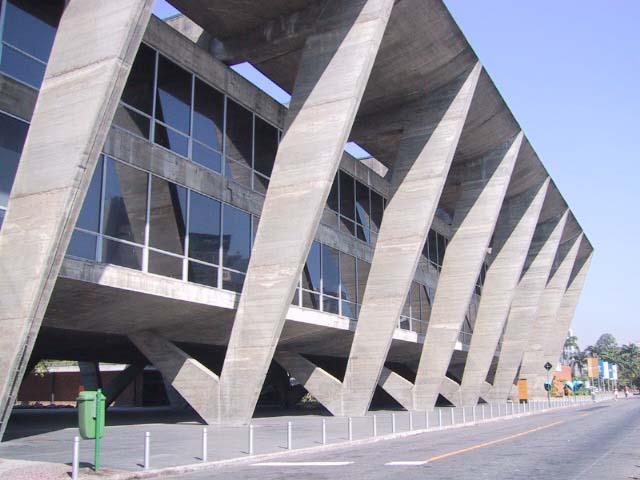
Музей современного искусства

Наряду с Оскаром Нимейером и Лусио Коста считается одним из самых важных представителей бразильского модернизма. Вместе с Ле Корбюзье, Нимейером, Коста и Хорхе Мачадо Морейра, он был ответственен за проект Министерства образования и здравоохранения (1937-1943, ныне Дворец культуры) в Рио-де-Жанейро. Ещё одной важной работой Рейди является построенный в 1954 году Музей современного искусства в Рио-де-Жанейро, сады которого были спроектированы Роберто Бурле-Маркса.